# تشيستر آرنولد
تشيستر آرثر أرنولد (بالإنجليزية: Chester Arthur Arnold)‏ هو عالم أحفوريات أمريكي، ولد في 25 يونيو 1901 في ليتون في ميسوري وتوفي في 19 نوفمبر 1977.

## حياته
نشأ في عائلة المزارعين إلمر وإديث آرنولد. انتقلت عائلة آرنولد إلى لانسينغ في نيويورك ودخل جامعة كورنيل بقصد دراسة الزراعة. أدى تعامله مع الأستاذ لورين بيتري، الذي يدرس نباتات العصر الديفوني في جامعة كورنيل، إلى تحويل آرنولد تركيزه إلى علم النباتات القديمة. حصل على بكالوريوس العلوم في عام 1924، وعلى درجة الدكتوراه. في عام 1929 بأطروحة عن نباتات العصر الديفوني. بدأ العمل في جامعة ميشيغان من عام 1928 وأصبح أمينًا لمجموعة الأحفوريات النباتية في عام 1929. ثم أصبح أستاذا في عام 1947. حافظ على علاقات وثيقة مع الباحثين في الهند، كونه صديقًا لبيربال ساهني، من معهد بيربال ساني في باليوبوتاني، وخدم عامًا في المعهد من 1958-1959. كان آرنولد عضوًا في العديد من الجمعيات التعليمية، وألٌف كتاب مقدمة إلى علم الأحياء القديمة الذي نُشر في عام 1947.

## أبحاث ودراسات
قام آرنولد بإجراء أبحاث مستفيضة على النباتات القديمة والحضرية في أمريكا الشمالية ودراسة الحفريات من كولومبيا البريطانية إلى أوكلاهوما وغرينلاند. خلال حياته، كتب آرنولد حوالي 121 منشورًا، حول موضوعات منها الصنوبريات الأحفورية لبرينستون في كولومبيا البريطانية مثل سرخس الماء، وأزولا بريمايفا المنقرضة.

## التكريم
تم تكريمه بالميدالية الفضية من معهد بيربال ساهني في باليوبوتاني في عام 1972، وجائزة الخدمة المتميزة من القسم القديم في الجمعية النباتية الأمريكية. تم تسمية العديد من النباتات الأحفورية تكريما لآرنولد منها Koelruteria arnoldi  وPseudolarix arnoldi.